# Hrușkî, Sofiivka
Hrușkî (în ucraineană Грушки) este un sat în comuna Vodeane din raionul Sofiivka, regiunea Dnipropetrovsk, Ucraina.

## Demografie
Componența lingvistică a localității Hrușkî
     Ucraineană (83,87%)
     Belarusă (9,68%)
     Rusă (6,45%)
Conform recensământului din 2001, majoritatea populației localității Hrușkî era vorbitoare de ucraineană (83,87%), existând în minoritate și vorbitori de belarusă (9,68%) și rusă (6,45%).